# لوكا ريغوني
لوكا ريغوني (بالإيطالية: Luca Rigoni)‏ (مواليد 7 ديسمبر 1984 في كوغولو ديل كينغيو - إيطاليا) لاعب كرة قدم إيطالي يلعب حاليا لصالح نادي الدرجة الأولى باليرمو الإيطالي منذ 2014 في مركز لاعب وسط .

## روابط خارجية
- لوكا ريغوني على موقع قاعدة بيانات كرة القدم.إي يو (الإنجليزية)
- لوكا ريغوني على موقع Soccerbase.com (لاعب) (الإنجليزية)
- لوكا ريغوني على موقع Soccerway.com (الإنجليزية)
- لوكا ريغوني على موقع عالم كرة القدم.نت (الإنجليزية)
- لوكا ريغوني على موقع كووورة
- لوكا ريغوني على موقع AS.com (الإسبانية)